# إيكستر
إيكستر (نيوهامشير) (بالإنجليزية: Exeter, New Hampshire)‏ هي بلدة أمريكية تقع في الولايات المتحدة في مقاطعة روكينغهام. يقدر عدد سكانها بـ 14,306 نسمة ومساحتها 51.8 كم2وترتفع عن سطح البحر 10 متر.

## أعلام
- لويس كاس
- جون تايلور جيلمان
- جون إيرفنج
- جون إس. ولز
- جورج سوليفان
- تابيثا غيلمان تيني
- دانيل تشستر فرانس
- جون إل. سوليفان
- دان براون
- إليزابيث جين غاردنر